# حركة الديمقراطية لمنغوليا الجنوبية
حركة الديمقراطية لمنغوليا الجنوبية هي حركة تأسست عام 1992 من أجل هدف حق تقرير المصير لمنغوليا الداخلية.